# Junior Eurovision Song Contest 2005
Junior Eurovision Song Contest 2005 blev afholdt i Hasselt i Belgien den 26. november 2005.
Showet afholdtes i Ethias Arena med plads til et publikum på cirka 15.000. Cypern havde trukket sig fra konkurrencen, da deres sang var blevet beskyldt for plagiat; landets tv-seere kunne dog fortsat deltage i afstemningen.
Vinder blev Hviderusland med sangerinden Ksenija Sitnik (10 år).

## Deltagere
| Nr | Land                  | Artist                               | Sang                                              | Sprog         | Plads | Point |
| -- | --------------------- | ------------------------------------ | ------------------------------------------------- | ------------- | ----- | ----- |
| 01 | Grækenland            | Alexandros & Kalli                   | "Tora einai i seira mas" (Tώρα είναι η σειρά μας) | Græsk         | 6     | 88    |
| 02 | Danmark               | Nicolai                              | "Shake Shake Shake"                               | Dansk         | 4     | 121   |
| 03 | Kroatien              | Lorena Jelusić                       | "Rock Baby"                                       | Kroatisk      | 12    | 36    |
| 04 | Rumænien              | Alina Eremia                         | "Țurai!"                                          | Rumænsk       | 5     | 89    |
| 05 | Storbritannien        | Joni Fuller                          | "How Does It Feel?"                               | Engelsk       | 14    | 28    |
| 06 | Sverige               | M+                                   | "Gränslös kärlek"                                 | Svensk        | 15    | 22    |
| 07 | Rusland               | Vladislav Krutskikh and Street Magic | "Doroga k solntsu" (Дорога к солнцу)              | Russisk       | 9     | 66    |
| 08 | Makedonien            | Denis Dimoski                        | "Rodendeski baknež" (Родендески бакнеж)           | Makedonsk     | 8     | 68    |
| 09 | Holland               | Tess                                 | "Stupid"                                          | Nederlandsk   | 7     | 82    |
| 10 | Serbien og Montenegro | Filip Vučić                          | "Ljubav pa fudbal" (Љубав па фудбал)              | Montenegrinsk | 13    | 29    |
| 11 | Letland               | Kids4Rock                            | "Es esmu maza jauka meitene"                      | Lettisk       | 11    | 50    |
| 12 | Belgien               | Lindsay                              | "Mes rêves"                                       | Fransk        | 10    | 63    |
| 13 | Malta                 | Thea and Friends                     | "Make It Right!"                                  | Engelsk       | 16    | 18    |
| 14 | Norge                 | Malin                                | "Sommer og skolefri"                              | Norsk         | 3     | 123   |
| 15 | Spanien               | Antonio José                         | "Te traigo flores"                                | Spansk        | 2     | 146   |
| 16 | Hviderusland          | Ksenia Sitnik                        | "My vmeste" (Мы вместе)                           | Russisk       | 1     | 149   |